# Selección femenina de rugby de Países Bajos
La selección femenina de rugby de Países Bajos es el equipo nacional que representa a la Nederlandse Rugby Bond en competencias internacionales.

## Historia
La selección nacional femenina de rugby de los Países Bajos albergó el primer partido internacional femenino de rugby. Este partido se celebró en Utrecht el 13 de junio de 1982. Francia ganó a los Países Bajos por 4-0.

## Palmarés
- Rugby Europe Women's Championship (1): 2014
- Rugby Europe Women's Trophy (2): 2003, 2004

## Participación en copas
| - Gales 1991: Semifinales de plata - Escocia 1994: no participó - Países Bajos 1998: Ganador del Shield - España 2002: 15º puesto - 2006 al 2025: no clasificó - Italia 1995: 4° puesto - España 1996: 4° puesto - Francia 1997: 5° puesto - Italia 1999: 8° puesto - Italia 2002: 4° puesto - Alemania 2005: 2° puesto - Italia 2006: 2° puesto - España 2007: 4° puesto - Países Bajos 2008: 7° puesto - Suecia 2009: 2° puesto en su grupo - Francia 2010: 3° puesto - España 2011: 5° puesto - España 2013: 5° puesto - Bélgica 2014: Campeón - Suiza 2015: no participó - España 2016: 2° puesto - Bélgica 2018: 2° puesto - Europa 2019: 2° puesto - Europa 2020: 3° puesto - Europa 2022: 3° puesto - Europa 2023: 2° puesto - Europa 2024: 2° puesto - Europa 2025: 2° puesto | - España 2000: 2° puesto - Francia 2001: 2° puesto - Países Bajos 2003: Campeón - Francia 2004: Campeón - Suecia 2012: 2° puesto - Women's European Cup 1988: 3° puesto - WXV 3 2024: 3° puesto |